# Месениколас
Месениколас (на гръцки: Μεσενικόλας) е село в Централна Гърция, част от дем Язовир Пластирас на област Тесалия. Според преброяването от 2001 година има 742 жители.

## География
Селото е разположено край язовира Пластирас, източно от Кардица.

## Личности
Родени в Месеникола
- Константинос Даис (1883 – ?), гръцки андартски капитан
- Христос Карапанос, гръцки андартски капитан